# LGBT práva v Turecku

Duhová mapa Turecka

Lesby, gayové, bisexuálové a translidé (LGBT) se v Turecku setkávají s právními komplikacemi, se kterými většinová společnost nemá zkušenost, a to navzdory skutečnosti, že je zde sociálně-právní klima ve vztahu k LGBT lidem ve srovnáni s většinou muslimských zemí nejméně represivní.
V roce 1858 přijala Osmanská říše, předchůdce současné moderní Turecké republiky, nový trestní zákoník, který zrušil veškeré zmínky o kriminalizaci homosexuality, sodomii a köceklik (mužští otročtí baviči). Tvorba nového osmanského trestního zákoníku z roku 1858 byla silně ovlivněná Napoleonským zákoníkem a jednalo se o jednu z klíčových reforem v rámci období Tanzimatu. LGBT lidé mají v Turecku v souladu s Ženevskou konvencí z roku 1951  stejná azylová práva, ale stejnopohlavním párům se nedostává rovné právní ochrany, jíž se těší páry stejného pohlaví. Od roku 1988 mohou translidé podstupovat úřední změnu pohlaví. Přestože se vedou odborné i politické diskuze na téma ochrany jiných sexuálních orientací a genderových identit, nebyla dosud přijatá odpovídající legislativa. 

## Historie

### Osmanská říše
V období před 19. stoletím Osmanští Turci nijak nerozlišovali sexuální identity na základě přitažlivosti k tomu či onomu pohlaví, ale brali v úvahu aktivní a pasivní roli, přičemž jeden byl "milenec" a druhý "milovaný". Z tohoto důvodu výběr sexuálního partnera závisel pouze na náhlém libidu, nikoliv na pohlaví či sexuální identitě dané osoby. Homosexualita byla tehdy zcela běžná, ale obecně vzato jí tehdejší lid vnímal spíše jako projev pederastie.  
Koncem 19. století byly homosexuální vztahy upozaděny a dřívější mladé milence nahradily dívky. 
| „ | Počet ženských konkubín vzrostl, zatímco mladých chlapců ubylo. Vypadá to jako by Lotův lid pohltila země, jelikož láska, která byla po léta v Istanbulu směrovaná směrem k mladým mužům, se nyní přesměrovala v souladu s přirozeným řádem k dívkám, Ahmet Cevdet Pasha | “ |

Dle odborné veřejnosti lze tento jev připsat kriminalizaci homosexuality v západním světě a celkových represí proti queer komunitě.

### Turecká republika
V 90. letech 20. století LGBT organizace bojovaly proti postoji vlády, která jim zakazovala shromažďování, to se týkalo například sdružení Lambda Istanbul. V r. 1994 Svobodná a solidární strana zakázala diskriminaci na základě sexuální orientace a genderové identity během komunálních voleb, v nichž nakonec zvítěžil Demet Demir, hl. mluvčí komunity. Ten se pak také po úspěšném zvolení stal první transgender osobou, která vyhrála komunální volby v Istanbulu.
V r. 1996 Nejvyšší soud obrátil a vydal nový zákon, na základě něhož odebral děti z lesbických rodin z důvodu údajné amorálnosti homosexuality.
Zdejší LGBT organizace dále vysílají zprávy, že v Turecku dochází pravidelně k několika útokům na LGBT osoby. V r. 2008 gay student Ahmet Yildiz byl postřelen při odchodu z kavárny a následně převezen do nemocnice, kde zraněním podlehl. Sociologové tvrdí, že mezi Turky jsou vrazi gayů bráni jako hrdinové.Snaha Turecka vstoupit do Evropské unie však tlačí na vládu, která je tímto nucená oficiálně uznat LGBT práva. Stanovisko Evropské komise ohledně otázky rozšíření EU o Turecko zní takto:
Právní řad není adekvátní a je neslučitelný s právním řádem EU.
Homofobie má za následek psychické a sexuální násilí. Vysoký počet vražd transexuálů a transvestitů je znepokujující vývoj. Soudy uplatňují nespravdelivý výrok "provokace" ve prospěch pachatelů zločnů z nenávisti vůči transexuálům a transvestitům.

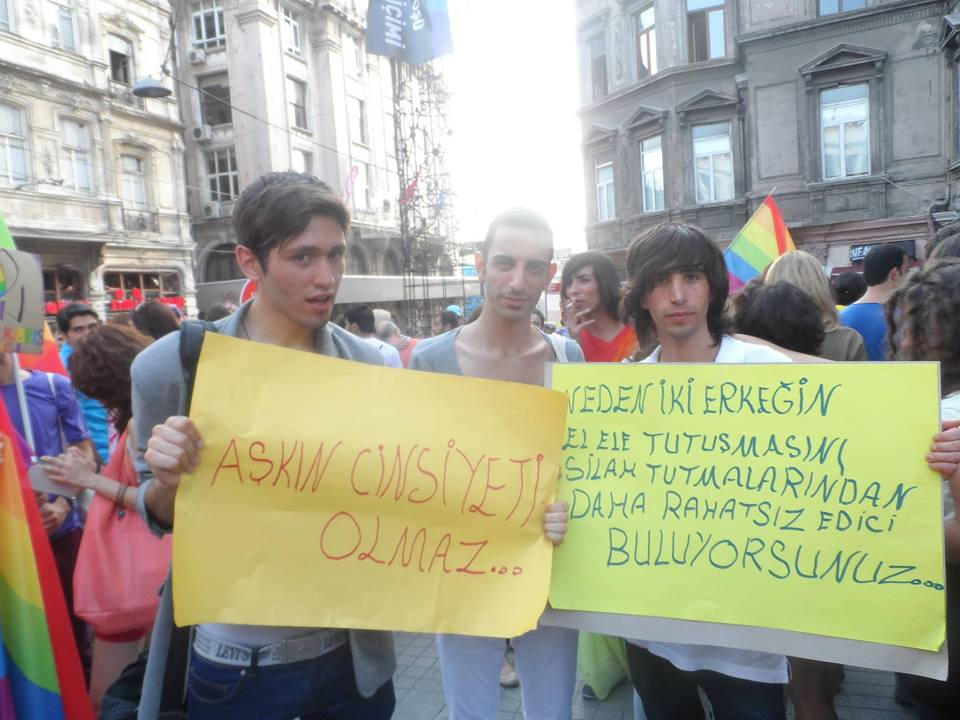
Průvod Gay Pride Parade v Istanbulu

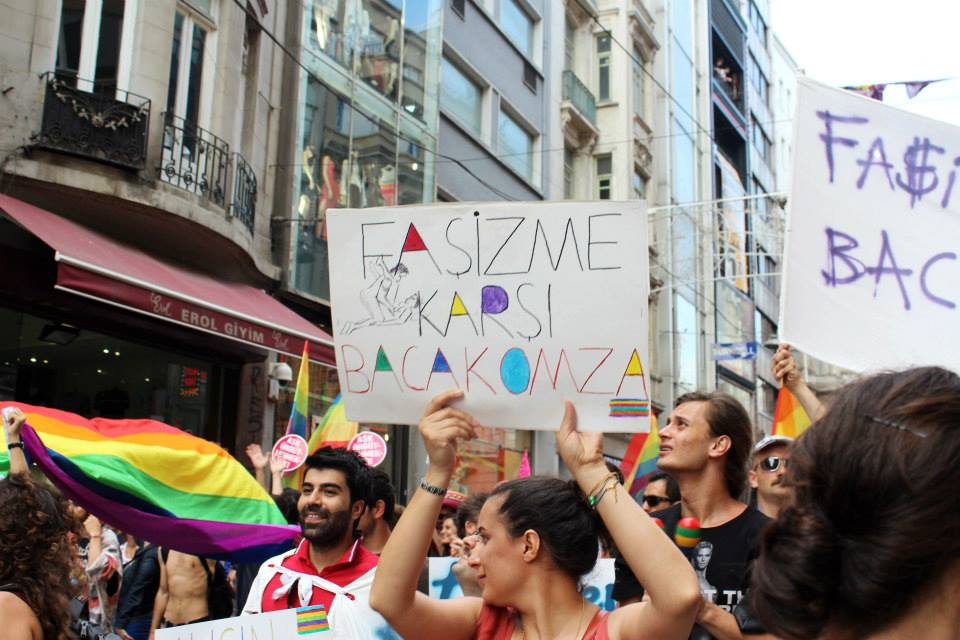
Průvod Gay Pride Parade v Istanbulu

Turecko se však stalo první zemí s muslimskou většinou, která povolila konání pochodů gay pride.V Istanbulu (2003) a v Ankaře (2008) se pochody konají každý rok se stále vzrůstajícím počtem účastníků. První Istanbul pride byl zahájen v r. 2003 s pouhými 30 účastníky, v r. 2010 byl 5 000. A další festivaly z let 2011 a 2012 už disponovaly více než 15 000 účastníky. 30. června 2013 byl počet účastníků téměř stotiscícový.Odpůrci se sešli v Gezi Parku, v centru dění Istanbul Pride 2013, největšího gay pride v celém Turecku.Ten samý den se konal Izmir pride s 2 000 účastníky. Další Pride se konal v Antalyi. Politici Republikánské lidové strany, největších opoziční strany a další opoziční strany Strany míru a demokracie poslali svoji podporu demonstrantům.Festival gay pride v Istanbulu neobdržel žádnou záštitu ze strany obce nebo vlády.
V r. 2009 se amatérský fotbalista veřejně přiznal k homosexualitě, za což byl následně vyloučen z fotbalového týmu.
21. září 2011 ministryně rodiny a sociální politiky Fatma Şahin uskutečnila setkání s LGBT organizacemi. Řekla, že vláda bude aktivně spolupracovat s LGBT organizacemi. Předložila návrh zákona o přijetí LGBT osob v nové Ústavě s tím, že jej Parlament schválí následující rok. Apelovala na členy Parlamentu, aby hlasovali pro přijetí. Její stanovisko bylo takové: "Pokud svoboda a rovnost je pro všechny, nechť jsou zakázány diskriminace sexuální orientace a uznány práva pro LGBT občany."
9. ledna 2012 jeden z fejetonistů Serdar Arseven islámského konzervativného časopisu Yeni Akit vydal článek, označující LGBT za perverzní. V přímém důsledku toho Nejvyšší soud dal časopisu Yeni Akit pokutu ve výši 4000 tureckých lir a Serdaru Arsevenovi pokutu ve výši 2000 tureckých lir za projev nenávisti.
V květnu 2012 Strana míru a demokracie dala žádost tvůrcům nové Ústavy, aby do ní zahrnuli také stejnopohlavní manželství. To bylo odmítnuto největší politickou stranou Turecka Stranou spravedlnosti a rozvoje a další opoziční stranou Turecké nacionální strany za podpory hlavních odpůrců Republikánské lidové strany.

29. května 2013 Parlament novelu Ústavy prozkoumal a prodiskutoval. Navzdory podpory kurdské strany BDP a neutrálního stanoviska Turecké nacionální strany byla novela odmítnuta na základě hlasů strany AKP. AKP MP Türkan Dağoğlu citovaly odborné články ohledně homosexuality zvřejněné v USA roku 1974 tvrdící, že homosexualita je abnormální, a že stejnophlavní manželství nemůže být povoleno, neboť by způsobilo sociální degeneraci. Na podporu novely však politik strany CHP MP, Binnaz Toprak, řekl že: "V 70. letech bylo v USA hodně odborníků tvrdících, že černoši nejsou tak inteligentní jako běloši. Proto výzkumy z dřívější doby nelze dnes aplikovat. Taková tvrzení musejí být zakázána."
12. srpna 2013 komise Ústavního soudu, která navrhla novou verzi, a je složená ze čtyř parlamentních stran Kurdů, sekularistů, islamistů a nacionalistů odsouhlasila ústavní ochranu před diskriminací vůči LGBT osobám.Tento návrh byl později zrušen.
17. července 2014 Nejvyšší soud Turecka schválil tvrzení, že výrok o gayích jako o "perverzních" lze považovat za projev nenávisti.

## LGBT organizace a sdružení na ochranu občanských práv

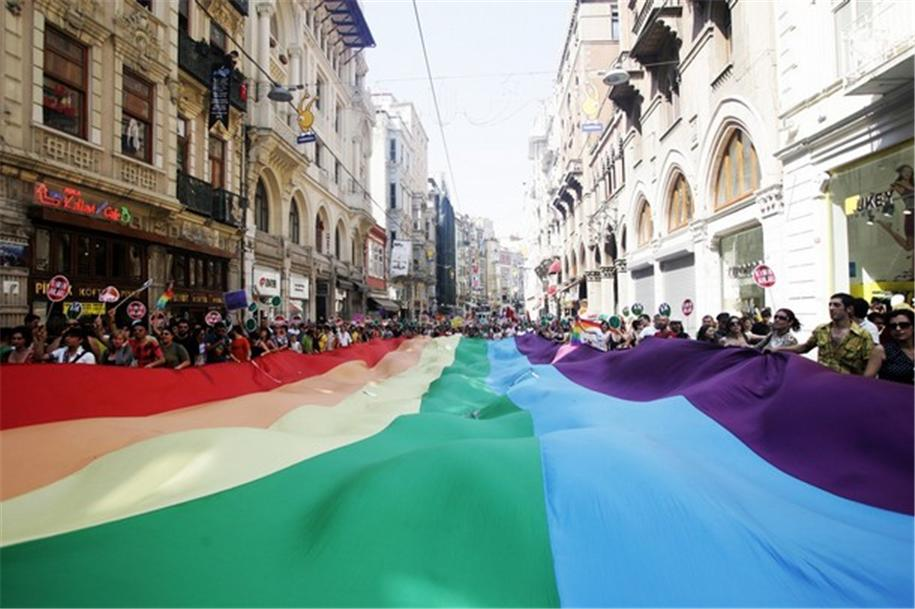
Gay Turci a lidskoprávní aktivisté manifestující se slogany proti vládní politici na Istiklal Caddesi v Istanbulu

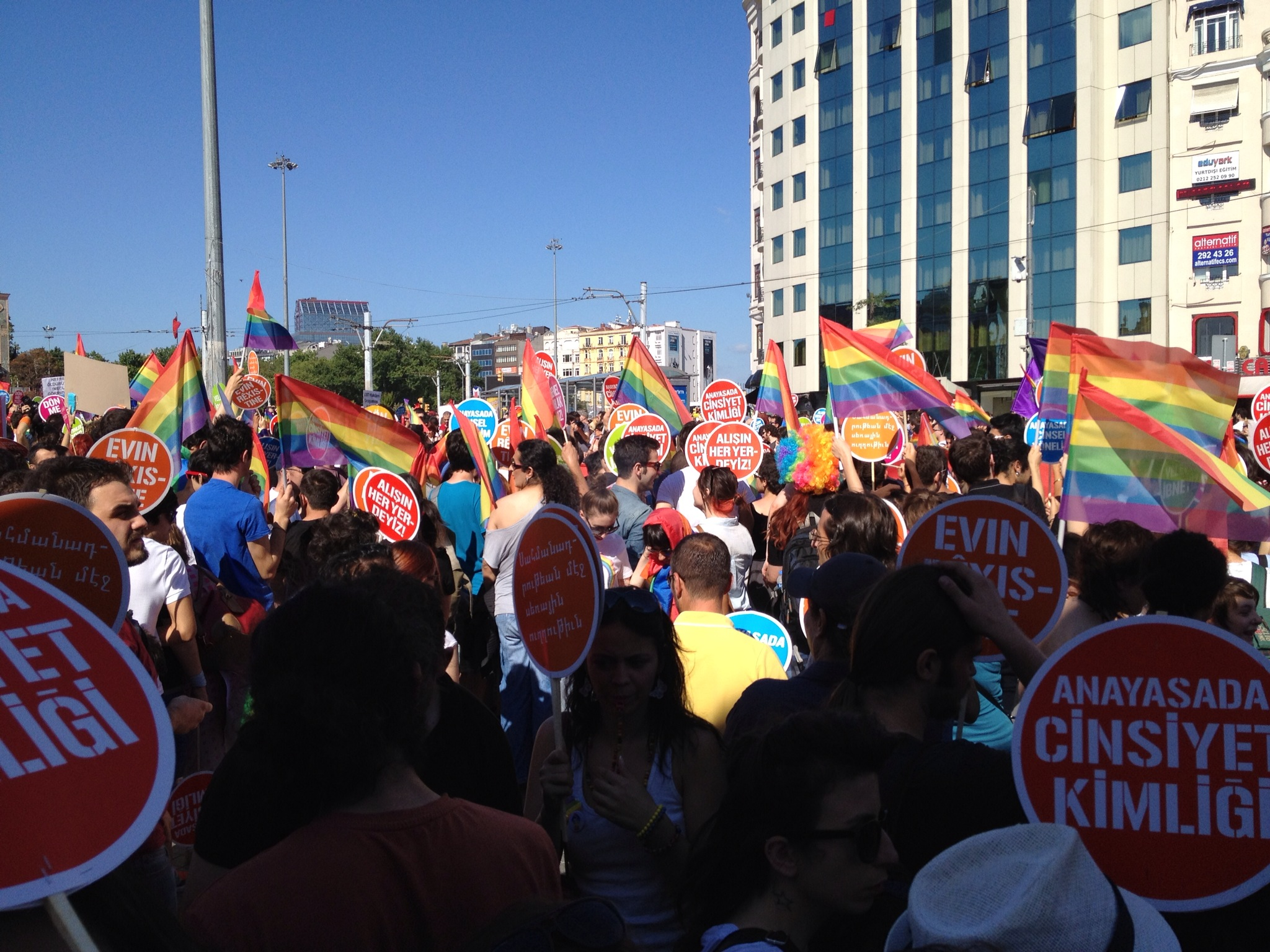
Istanbul Pride, 2012

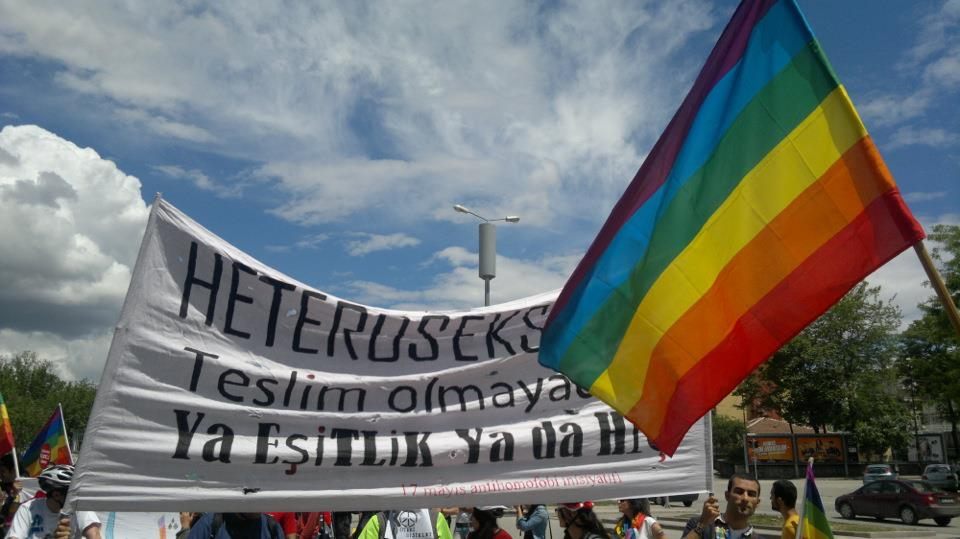
Ankara Pride, Kızılay, Ankara 2012

Největší LGBT organizace je KAOS GL založená v r. 1994 v Ankaře. Lambdaistanbul, člence ILGA-Europe, založené v r. 1993 v Istanbulu, byla pozastavena činnost v květnu 2008 s odůvodněním, že jsou její jméno a činnost proti právu a morálce. Tento rozsudek, velmi kritizován ze strany HRW , byl nakonec zrušen z rozhodnutí Nejvyššího odvolacího soudu v lednu 2009.
V průběhu 90. let byly veškeré snahy organizací o spolupráci odmítnuty Vládní komisí pro lidská práva. V dubnu 1997, kdy byli členové Lambda Istanbul pozváni na Národní kongres proti AIDS, se vydalo doporučení povýšit turecké LGBT organizace na vládní úroveň. Během první dekády 21. století se nové organizace začaly soustřeďovat i do jiných měst než do Ankary a Istanbulu jako například Pink Life LGBT Association v Ankaře nebo Rainbow Group v Antalyi a Piramid LGBT Diyarbakir Initiative ve Diyarbakiru.
V r. 1996 došlo k založení LGBT organizace LEGATO sdružující vysokoškolské studenty, absolventy a členy akademických obcí se sídlem na Midle East Technical University v Ankaře. Organizace se rozrůstala i na další obory se vzrůstajícím počtem univerzit a disponovala postupně 2 000 členy. V březnu 2007 studenti poprvé vytvořili první studentský klub Rainbow oficiálně schválený Bilgi University v Istanbulu.
Během června 2003 byl zahájen první festival hrdosti Istanbul pride organizovaný Lambdaistanbulem na Istikal Caddesi. V červenci 2005 KAOS GL požádal ministra vnitra, aby první LGBT organizace získaly legální status. Během září toho roku z rozhodnutí guvernéra Ankary byl tento status zrušen, což však na vyžádání zrušil prokurátor. V srpnu 2006 gay pride v Burse s oficiální záštitou tamního guvernéra se nakonec nekonal kvůli velké vlně odporu ze strany veřejnosti.
Organizace se aktivně podílejí v osvětě na HIV/AIDS problematice a pochodů proti AIDS.
V září 2005 Kancelář guvernéra Ankary obvinila KAOS GL z toho, že její založení je proti právu a zásadám morálky.To samé se stalo také lidskoprávní organizaci Pink Life LGBT Association pracující s transgender osobami s tvrzením prokurátora, že její činnost je proti morálce a rodině. Obě tyto snahy byly neprodleně zrušeny.
V r. 2006 Lambda Istanbul byla vystěhována ze sídla s odůvodněním majitele, že se nikdy nespokojí s jejími aktivity podporující LGBT. To vyvrcholilo v soudní spor, který skončil tím, že Lambda Istanbul byla zrušena, a ačkoli soud nižšího stupně rozhodl v neprospěch organizace, tak jeho výrok byl nakonec zrušen Nejvyšším soudem, který umožnil organizaci opět podnikat své aktivity.

## Právo a zákony

### Trestní zákoník
Stejnopohlavní sexuální aktivita není v Turecku trestným činem a věk způsobilosti k pohlavnímu styku je pro heterosexuální i homosexuální orientaci stanoven na 18 let. Trestní zákoník však často používá výrok "exhibicionismus" a "přestupek proti morálce", které lze používat proti gay a transgender osobám. Turecká města a velkoměsta jsou však v oblasti veřejné morálky schovívaví. V roce 2013 soudce v Istanbulu v rámci soudního procesu s nelegálním prodejcem 125 DVD s gay pornografií, označil gay sex za běžný jev v přírodě s tím, že sexuální orientace by měla být respektována s poukazem na uznání stejnopohlavních sňatků v Evropě a v Americe. Nicméně odvolací soud v r. 2012 označil zobrazování gay sexu za protipřírodní.

### Mediální právo
V Turecku nejsou zakázány filmy s LGBT tematikou. Zkrocená hora byla ve všech tureckých biografech promítána bez vládní cenzury. Každý, kdo dosáhl 18 let věku si mohl bez potíží koupit lístek a zhlédnout jej.
DVD s LGBT tematikou jsou taktéž volně dostupné v tureckých obchodech. Ty, které jsou sexuální explicitní je možné prodat pouze osobám starším 18 let.
V r. 2013 byl pokutován turecký prodejce za prodej "amorálních" DVD z důvodu obsahu homosexuálního sexu. Pokutu pak následně zrušil odvolací soud v Istanbulu jménem soudce Mahmuta Erdemli. V závěru rozsudku stálo, že homosexuální sex je "přirozený", a že je nutné respektovat individuální sexuální orientaci. Rovněž připomněl přístup Evropy a Ameriky ke stejnopohlavnímu manželství.

### Branný zákon
V Turecku je povinná základní vojenská služba pro všechny muže ve věkovém rozmezí 18 až 41 let. Nicméně Turecká armáda otevřeně diskriminuje pasivní homosexuální muže tím, že jim neumožňuje službu v armádě. Aktivní homosexuální muži a bisexuálové v armádě sloužit mohou. V tu samou dobu Turecko v rozporu s nařízením Úmluvy o ochraně lidských práv a základních svobod odmítlo umožnit brancům zproštění od vojenské služby z důvodu svědomí. Branci, co se chtějí vojenské službě vyhnout, se musí označit před obvodní komisí za nemocné a jsou nuceni podstoupit (dle HRW nelidské a degradující) testy dokazující jejich homosexualitu .
V říjnu 2009 Evropská komise se vyjádřila k otázce rozšíření takto:
Turecké ozbrojené síly stále považují za zdravotní nezpůsobilost homosexuální orientaci, jež je označená za psychosexuální poruchu, a neumožňují homosexuálům otevřeně sloužit v armádě. Navíc homosexuální branec musí odvodní komisi dokazovat svoji homosexualitu prostřednictvím fotografií zobrazující jeho pasivní roli při stejnopohlavním styku. Část musí rovněž podstoupit nestoudné lékařské testy.

### Ochrana před diskriminací
V Turecku neexistuje žádná právní ochrana před diskriminací v zaměstnání, vzdělávání, zdravotní péči, bydlení, zboží a službách.Zpráva z října 2009 od Evropské komise ohledně otázky rozšíření:
Zde bylo zaznamenáno několik případů diskriminace na pracovišti, kdy LGBT zaměstnanci byli propuštěni z důvodu jiné sexuální orientace. Ustanovení Trestního zákoníku ohledně exhibicionismu a přestupků proti morálce jsou často užívány k diskriminaci LGBT osob. Zákon o přestupcích často ukládá transgender osobám pokuty.
Hlavní opozice CHP dala do parlamentu 14. února 2013 návrh ohledně práv gayů.
Lesby, gayové, bisexuálové a transgender osoby jsou v Turecku mezi nejvíce ohroženou skupinou běženců a azylantů.
V srpnu 2013 čtyři politické strany zahrnující Kurdy, sekularisty, islamisty a nacionalisty odsouhlasil novelu Ústavy s rozšířením o ochranu LGBT osob před diskriminací.Ta však byla později zrušena z důvodu nesouladu mezi ostatními subjekty, které se podílejí na Ústavě.

### Rodinné právo
Turecko dosud neuznává stejnopohlavní manželství, jinou formu stejnopohlavního soužití nebo neregistrované soužití.

### Svoboda projevu a shromažďování
V červnu 2015 bylo ze strany zastupitelstva zakázáno konání průvodu Istanbul Pride, jehož konání se krylo s muslimským posvátným měsícem Ramadánem, a to těsně před jeho začátkem a prostřednictvím bezpečnostních složek. Policie jej pak poprvé po 13leté historii jeho konání rozehnala. V r. 2016 byl průvod zakázán znovu a všichni, co se jej navzdory tomuto zúčastnili, potrestáni.
V roce 2017 zakázalo hlavní město Ankara konání veškerých LGBT lidskoprávních a LGBT událostí kvůli údajné ochraně bezpečnosti a míru. Úřady tvrdí, že důvodem zákazu je, že by takové "exhibice" mohli polarizovat společnost. Na druhou stranu média poukazují na fakt, že zákaz jde ruku v ruce s obecným potlačováním občanských svobod v Turecku po neúspěšném převratu v roce 2016.

## Veřejné mínění
Přístupy k legalizaci homosexuálních svazků jsou v Turecku smíšené. Ve výzkumu Ipsos z r. 2015 se pro legalizaci stejnopohlavního manželství vyslovilo 27 % Turků, zatímco 19 % by bylo pro registrované partnerství. 25 % zkoumaných bylo proti jakékoli instucionalizaci stejnopohlavních párů a 29 % se nedokázalo rozhodnout.

## Život LGBT osob v Turecku
LGBT osoby v Turecku se mohou potýkat s diskriminací, harašmentem a někdy i násilím ze strany rodiny, sousedů, spolupracovníků, zaměstnavatelů, učitelů a často i policie. Homosexualita je mezi Turky široce považována za tabu a v kultuře, ve které jsou běžné vraždy ze cti, se často stávají (zejména ženy) oběťmi vražd členů vlastní rodiny v důsledku nevhodného sexuálního chování. Smrt Ahmeda Yildize, 26 let, může být známa jako první případ homosexuální oběti vraždy ze cti. Výzkumy z období mezi lety 2007-2009 tvrdí, že German Democratic Turkey Forum zveřejnilo 13 vražd v r. 2007, 5 v r. 2008 a 4 v r. 2008 na základě sexuální identity oběti. 21. května 2008 New York založil Human Rights Watch (HRW) publikoval zprávu s titulkem "We Need a Law To Liberation (cz překld "Požadujem právo na osvobození")".Zpráva dokumentuje případy násilí, policejních harašmentů, loupeží a hrozících vražd gay mužům. HRW si zakládá navíc na tom, že postup tureckých úřadů je neadekvátní a nepřiměřený.V případech vražd z nenávisti proti homosexuálům soudy často aplikují jako přitěžující okolnost provokaci a dávají pachatelmů nižší tresty.

## Souhrnný přehled
| Legální stejnopohlavní styk                                                              | (1858)                                                                        |
| Věk způsobilosti k pohlavnímu styku stejný pro obě orientace                             | (1858)                                                                        |
| Anti-diskriminační zákony v zaměstnání                                                   | No                                                                            |
| Anti-diskriminační zákony ve zboží a službách                                            | No                                                                            |
| Anti-diskriminační zákony v ostatních oblastech (zločiny z nenávisti, projevy homofobie) | No                                                                            |
| Stejnopohlavní manželství                                                                | No                                                                            |
| Jiná forma stejnopohlavního soužití                                                      | No                                                                            |
| Adopce dítěte partnera                                                                   | No                                                                            |
| Společná adopce                                                                          | No                                                                            |
| Gayové mohou otevřeně sloužit v armádě                                                   | [ 40 ]                                                                        |
| Možnost změny pohlaví                                                                    | (1988)                                                                        |
| Umělé oplodnění pro lesbické ženy                                                        | No                                                                            |
| Náhradní mateřství pro gay páry                                                          | No                                                                            |
| MSM smějí darovat krev                                                                   | (Turecký červený půlměsíc odmítá darovanou krev od mužů majících sex s muži ) |